# Esquilo-gigante-indiano
O esquilo-gigante-indiano (Ratufa indica) é uma espécie de esquilo do gênero Ratufa.
É um animal arborícola, que raramente desce ao solo. Ao movimentar-se de árvore em árvore chegam a dar saltos de 6 m.
É endêmico da Índia.

## Subespécies
- Ratufa indica indica
- Ratufa indica centralis
- Ratufa indica maxima
- Ratufa indica superans
- Ratufa indica bengalensis

1. ↑  «O incrível manto colorido do esquilo-gigante-indiano - greenMe». greenMe. 2 de janeiro de 2020. Consultado em 29 de março de 2023